# Una squadra di classe
Una squadra di classe (The Big Green) è un film del 1995 diretto da Holly Goldberg Sloan.

## Trama
Texas, Stati Uniti d'America. Anna Montgomery, un insegnante di inglese appena assunta in una scuola, ha l'idea per poter realizzare lo svago dei ragazzi e l'impiego lavorativo per molti dei loro papà, poiché questi ultimi rimasti senza lavoro a causa della chiusura di una grande azienda del posto.
L'idea dell'insegnante è quella di formare una squadra di calcio che possa fronteggiare le associazioni sportive delle scuole rivali, anche se in un primo momento nessuno crede nei propositi di Anna, in quanto il compito appare abbastanza arduo.
Con l'aiuto dello sceriffo ed ex allenatore Tom Palmer, Anna riesce nel suo intento e inculca nei ragazzi e nella popolazione la giusta carica che occorre per raggiungere la vittoria, grazie anche al caloroso spirito di gruppo che anima tutti i partecipanti.